# Mecidiye-Orden

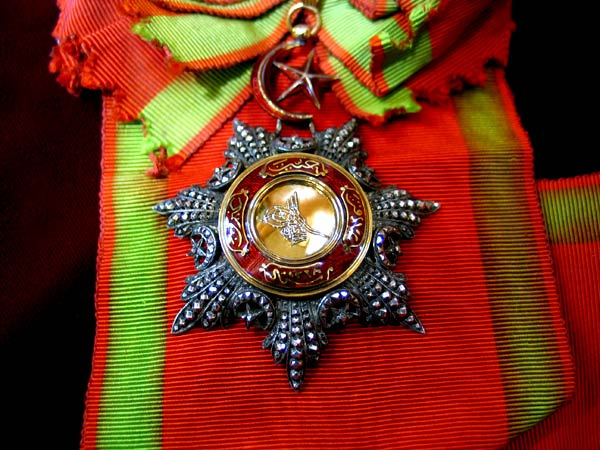
Mecidiye-Orden I. Klasse

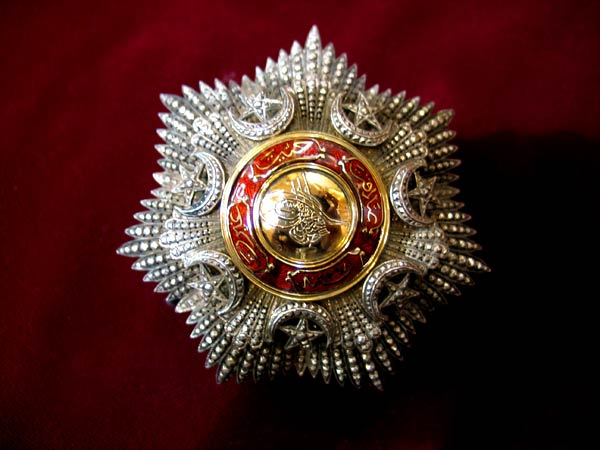
Bruststern zum Mecidiye-Orden I. Klasse

Ordensband

Der Mecidiye-Orden, auch Medschidié oder Medjidie (osmanisch مجیدی نشانی Mecîdî Nişanı; ugs. Mecidiye Nişanı), war ein osmanischer Militär- und Zivil-Verdienstorden der durch Sultan Abdülmecid I. 1852 zur Belohnung der Dienste, die für die Regierung geleistet wurden, gestiftet wurde.

## Ordensklassen
Er bestand aus fünf Klassen, wobei die Anzahl der Mitglieder mit Ausnahme von Ausländern limitiert war:
- I. Klasse – 50 Inhaber
- II. Klasse – 150 Inhaber
- III. Klasse – 800 Inhaber
- IV. Klasse – 3000 Inhaber
- V. Klasse – 6000 Inhaber

## Ordensdekoration
Das Ordenszeichen besteht aus einem goldenen Medaillon mit der Tughra des Sultans, umgeben von einem purpurnen Reifen mit der Devise Eifer Ergebenheit Treue. Von dem Medaillon gehen sieben brillantierte Strahlen aus, zwischen denen ein goldener Halbmond mit dem Stern liegt. Über der Dekoration befindet sich ein größerer goldener Halbmond mit einem Stern. Der Orden wird an einem purpurroten grüngeränderten Band getragen.

## Trageweise
Die I. Klasse wurde an einer Schärpe von der rechten Schulter zur linken Hüfte sowie mit einem Bruststern getragen. Die II. und III. Klasse dekorierten als Halsorden, wobei die II. Klasse zusätzlich einen Bruststern trug. IV. und V. Klasse wurden am Band auf der linken Brustseite getragen.

## Bekannte Träger
- siehe: Träger des Mecidiye Ordens